# Hitzone 15
TMF Hitzone 15 is een verzamelalbum. Het album, onderdeel van de serie Hitzone, werd op 29 juni 2001 uitgegeven door de Nederlandse muziekzender TMF. TMF Hitzone 15 belandde op de 1e plaats in de Verzamelalbum Top 30 en wist deze positie vijf weken te behouden.

## Nummers
| Nr. | Titel                                            | Uitvoerend artiest     | Duur |
| --- | ------------------------------------------------ | ---------------------- | ---- |
| 1.  | I Was Made to Love You                           | Sita & Bart            | 3:41 |
| 2.  | Uptown Girl                                      | Westlife               | 3:05 |
| 3.  | Whole Again                                      | Atomic Kitten          | 3:05 |
| 4.  | She Couldn't Laugh                               | Twarres                | 3:43 |
| 5.  | I'm Like a Bird                                  | Nelly Furtado          | 4:01 |
| 6.  | Ritmo                                            | Georgina & Janet       | 3:19 |
| 7.  | Few Like You                                     | Birgit                 | 2:57 |
| 8.  | Lovin' Each Day                                  | Ronan Keating          | 3:39 |
| 9.  | Let Love Be Your Energy                          | Robbie Williams        | 4:57 |
| 10. | Rollin' (Air Raid Vehicle)                       | Limp Bizkit            | 3:34 |
| 11. | Dream On                                         | Depeche Mode           | 3:40 |
| 12. | Supergirl                                        | Reamonn                | 3:51 |
| 13. | Clint Eastwood                                   | Gorillaz               | 5:54 |
| 14. | On the Move                                      | Barthezz               | 3:34 |
| 15. | All for You                                      | Janet Jackson          | 4:23 |
| 16. | Don't Let Me Be the Last to Know                 | Britney Spears         | 3:50 |
| 17. | Ze zitten me achterna                            | Def Rhymz m.m.v. Lloyd | 3:39 |
| 18. | Miracles                                         | Jessica                | 3:51 |
| 19. | Kabouterdans (The Groovy Dance Mix) (bonustrack) | Kabouter Plop          | 3:32 |
| 20. | Met z'n allen (bonustrack)                       | Cooldown Café          | 4:03 |